# 18 de Mayo

Lage in Uruguay und im Departamento

Das 18 de Mayo (der Name nimmt Bezug auf die Schlacht bei Las Piedras) ist eine Verwaltungseinheit (Municipio) innerhalb des uruguayischen Departamentos Canelones.
18 de Mayo befindet sich auf dem südwestlichen Teil des Departamentos Canelones. Nachbarorte sind Progreso im Norden, Sauce im Nordosten, Toledo im Osten und Las Piedras im Süden und im Westen. 18 de Mayo wurde im März 2013 aus den Orten und Wohnplätzen Villa Alegría, Vista Linda, El Dorado, Las Barreras, San Francisco, Villa Cristina, San Isidro, El Dorado Chico und Villa Foresti gegründet.
Bürgermeisterin (spanisch Alcaldesa) von 18 de Mayo ist Silvia Adriana Sanchez.
Am westlichen Ortsrand führt die Straße Ruta 5 entlang. Durch 18 de Mayo führt die Bahnstrecke Montevideo–Paso de los Toros.